# Trung tâm LGBT Bắc Kinh
Trung tâm LGBT Bắc Kinh (tiếng Trung: 北京同志中心; Hán-Việt: Bắc Kinh Đồng chí Trung tâm hay còn được biết đến với tên gọi 北同文化 Bắc Đồng văn hóa) là một tổ chức phi lợi nhuận nhằm cải thiện môi trường sống cho cộng đồng LGBT tại Trung Quốc. Tổ chức này đã được thành lập vào năm 2008 cho đến khi đóng cửa vào năm 2023, tổ chức này đã cung cấp nhiều dịch như tư vấn sức khỏe tâm lý giá rẻ, danh sách các nhà cung cấp dịch vụ chăm sóc sức khỏe thân thiện với cộng đồng LGBTQ+ và đường dây nóng khẩn cấp dành cho người chuyển giới. Ngoài việc vận động, tuyên truyền, trung tâm còn có các văn phòng vật lý hoạt động làm nơi gặp gỡ cộng đồng với các buổi chiếu phim và thảo luận.

## Lịch sử
Trung tâm LGBT Bắc Kinh được thành lập vào năm 2008 như một điểm văn hóa cho các tổ chức dịch vụ LGBT khác nhau có mặt tại Bắc Kinh, Trung Quốc. Trong những ngày đầu, nhiệm vụ chính của tổ chức là xây dựng các hoạt động văn hóa, nhằm giải quyết sự thiếu ổn định và thống nhất được nhận thức trong cộng đồng LGBT địa phương. Sau khi các nhà tài trợ ban đầu rời đi, Trung tâm đã có nhiều đợt tuyển dụng nhân sự mới và chuyển đổi thành một tổ chức độc lập với trọng tâm đổi mới vào việc ủng hộ quyền LGBT.

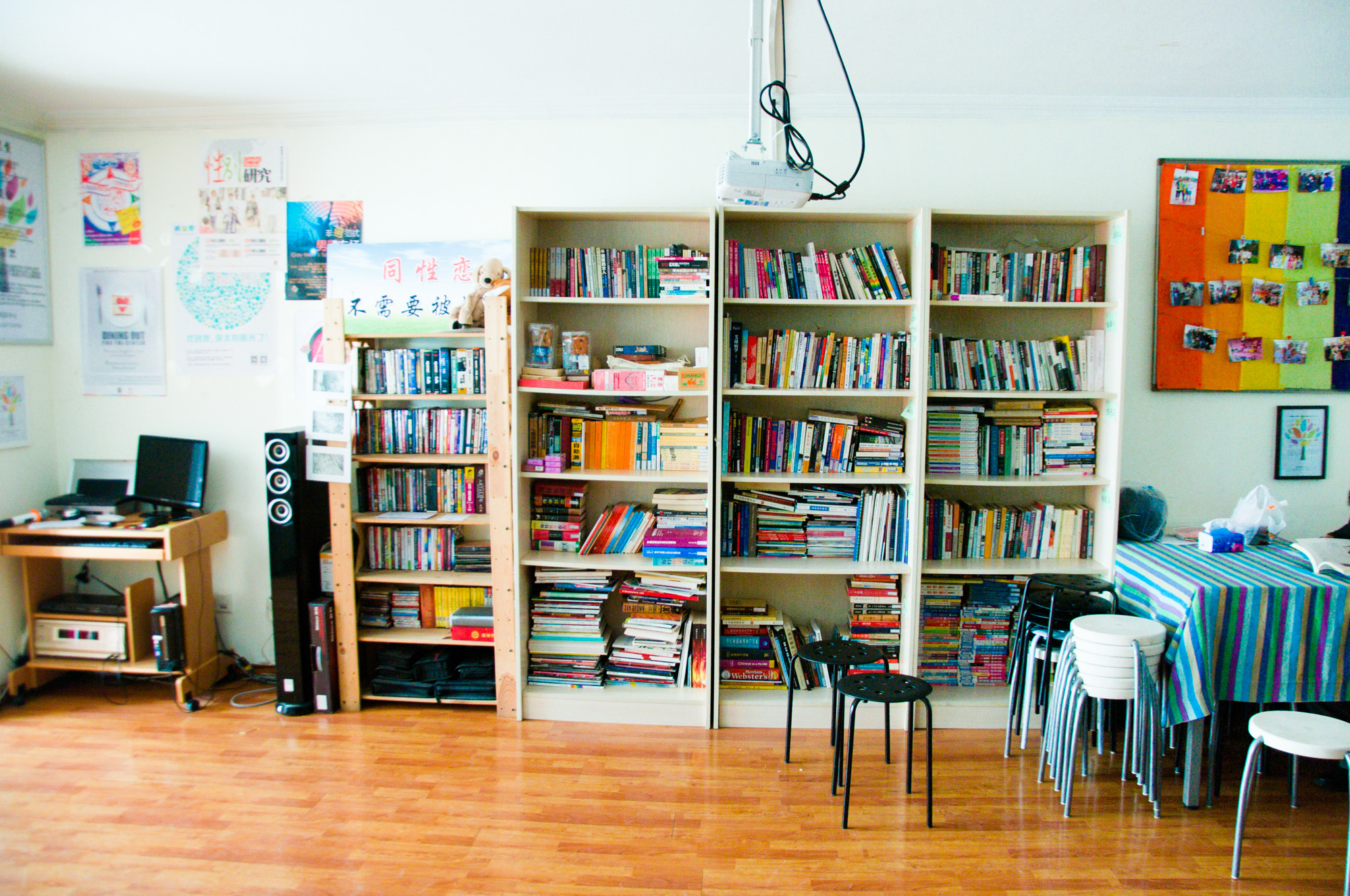
Một kệ sách nhỏ tại trung tâm, bao gồm một biển biểu tình từ năm 2014 với thông điệp "đồng tính không cần được điều trị". (同性恋不需要被治疗).

Một trong những phát kiến vận động đầu tiên của trung tâm liên quan đến việc giáo dục các nhà tâm lý học ở Trung Quốc về liệu pháp chuyển đổi. Vào năm 2014, trung tâm đã giúp Yang Teng, một người đồng tính nam, chuẩn bị một vụ án chống lại một phòng khám ở Trùng Khánh đã đưa ra liệu pháp chuyển đổi bao gồm liệu pháp sốc điện và thôi miên. Vụ án đã thành công và một tòa án địa phương ở Bắc Kinh sau đó đã tuyên bố liệu pháp chuyển đổi để "chữa trị" người đồng tính là bất hợp pháp. Tuy nhiên, thực tế của việc liệu pháp chuyển đổi vẫn tồn tại ở Trung Quốc. Nhân viên của trung tâm là John Shen cùng nhiều người khác sau đó đã điều tra bí mật cho một tập phim vào năm 2018 trong chương trình Unreported World trên Channel 4, tiết lộ các bệnh viện vẫn tiếp tục điều trị liệu pháp chuyển đổi bằng sốc điện.
Những nỗ lực nghiên cứu của trung tâm bao gồm việc thực hiện Cuộc khảo sát Sức khỏe Tâm lý của Nhóm giới tính và Tình dục ở Trung Quốc cũng như một cuộc khảo sát năm 2017 với Đại học Bắc Kinh về sức khỏe tâm lý của người chuyển giới Trung Quốc. Các hoạt động khác do trung tâm tổ chức đa phần nhằm thay thế các cuộc diễu hành tự hào thường xuyên bị chính quyền cấm. Một ví dụ là cuộc biểu tình chống lại kế hoạch cấm nội dung đồng tính trên Sina Weibo trong đó các tình nguyện viên đeo băng che mắt và áo phông có dòng chữ "Tôi là người đồng tính" đứng dang hai tay và chào đón cái ôm từ những người đi đường. Trung tâm cũng đã hợp tác với nhiếp ảnh gia Teo Butturini để tạo nên bức tranh chân dung theo phong cách Humans of New York của những người LGBT sống tại Trung Quốc.

## Đàn áp và đóng cửa
Trung tâm LGBT Bắc Kinh đã phải đối mặt nhiều thách thức để duy trì hoạt động với những trở ngại xuất phát từ hạn chế tài chính cũng như áp lực từ chính trị. Các nhóm LGBTQ đã không thể đăng ký thành lập tổ chức phi chính phủ tại Trung Quốc, gây khó khăn trong việc nhận được sự cho phép để tổ chức sự kiện từ chính phủ cũng như có được tài trợ từ bên ngoài. Để khắc phục những rào cản tài chính, trung tâm đã tổ chức nhiều cuộc gây quỹ ở các quán bar địa phương hay từ sự hỗ trợ tài chính trực tiếp của Trung tâm LGBT Los Angeles ở Hoa Kỳ. Trong bối cảnh chính quyền siết chặt đối với các tổ chức có chứa tên "đồng tính", "hiệp hội" và "quyền", trung tâm đã phải đổi tên chính thức tiếng Trung của mình thành "北同文化" ("Bắc Đồng Văn Hóa", n.đ. 'Văn hóa đồng tính Bắc Kinh') vào năm 2021. Trung tâm cũng đã phải đối mặt với áp lực từ các chủ văn phòng và buộc họ phải chuyển đến nhiều địa điểm khác nhau.
Vào tháng 5 năm 2023, Trung tâm LGBT Bắc Kinh đã công bố trên tài khoản Weibo về việc tạm dừng hoạt động sau 15 năm, với lý do duy nhất bởi "những yếu tố ngoài tầm kiểm soát". Việc đóng cửa này đã diễn ra đột ngột trong bối cảnh một tuần sau khi trung tâm đăng tải bài viết kỷ niệm 15 năm tận tâm công việc của mình. ShanghaiPRIDE, một trong những nhóm tự hào đồng tính lâu đời nhất tại Trung Quốc và các trung tâm LGBT sinh viên ở các trường đại học trên khắp Trung Quốc cũng đã phải đối mặt với việc đóng cửa đột ngột tương tự kể từ năm 2020.